# Nationalratswahlkreis Bern-Emmental
Der Nationalratswahlkreis Bern-Emmental war ein Wahlkreis bei Wahlen in den Schweizer Nationalrat. Er bestand von 1848 bis 1919 (Einführung des heute üblichen Proporzwahlrechts) und umfasste im Wesentlichen die Region Emmental im Kanton Bern.

## Wahlverfahren
Hierbei handelte es sich um einen Pluralwahlkreis. Dies bedeutet, dass zwar mehrere Sitze zu verteilen waren, jedoch das Majorzwahlrecht zur Anwendung gelangte. Im Sinne der romanischen Mehrheitswahl benötigte ein Kandidat die absolute Mehrheit der Stimmen, um gewählt zu werden. Zur Verteilung aller Sitze waren unter Umständen mehrere Wahlgänge notwendig. Jeder Wähler hatte so viele Stimmen, wie Sitze zu vergeben waren.

## Bezeichnung und Sitzzahl
Bern-Emmental ist eine inoffizielle geographische Bezeichnung. Im amtlichen Gebrauch üblich war eine über die gesamte Schweiz angewendete fortlaufende Nummerierung, geordnet nach der Reihenfolge der Kantone in der schweizerischen Bundesverfassung. Aufgrund der wechselnden Anzahl im Laufe der Jahre erhielten manche Wahlkreise mehrmals eine neue Nummer. Bern-Emmental trug ab 1851 (erstmalige Anwendung eines einheitlichen Bundesgesetzes) jahrzehntelang die Nummer 7 und erhielt 1911 die Nummer 8.
Bern-Emmental hatte bei den ersten Wahlen 3 Sitze, ab 1851 standen stets 4 Sitze zur Verfügung.

## Ausdehnung

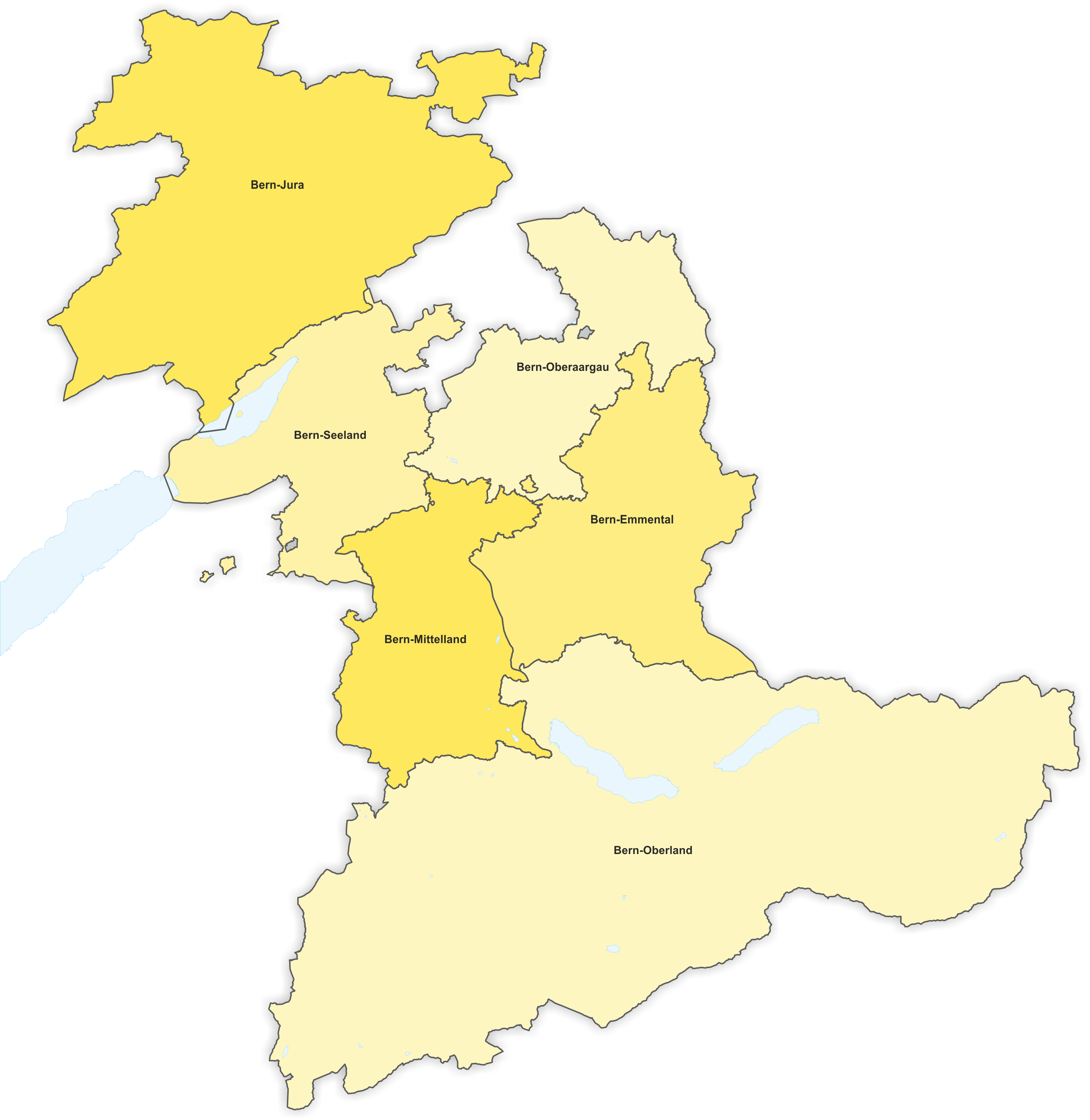
Wahlkreise Kanton Bern 1848–1872

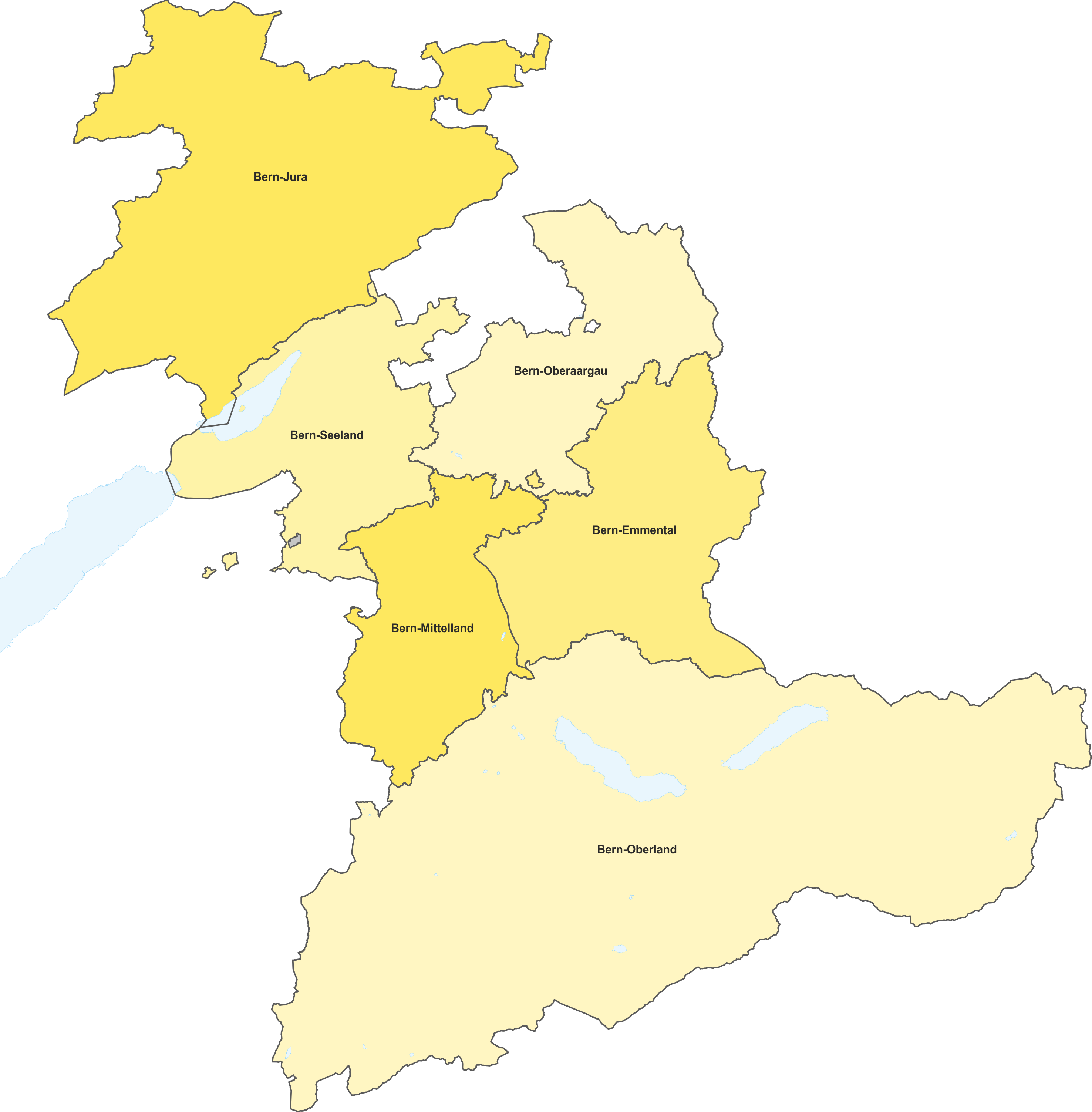
Wahlkreise Kanton Bern 1872–1890

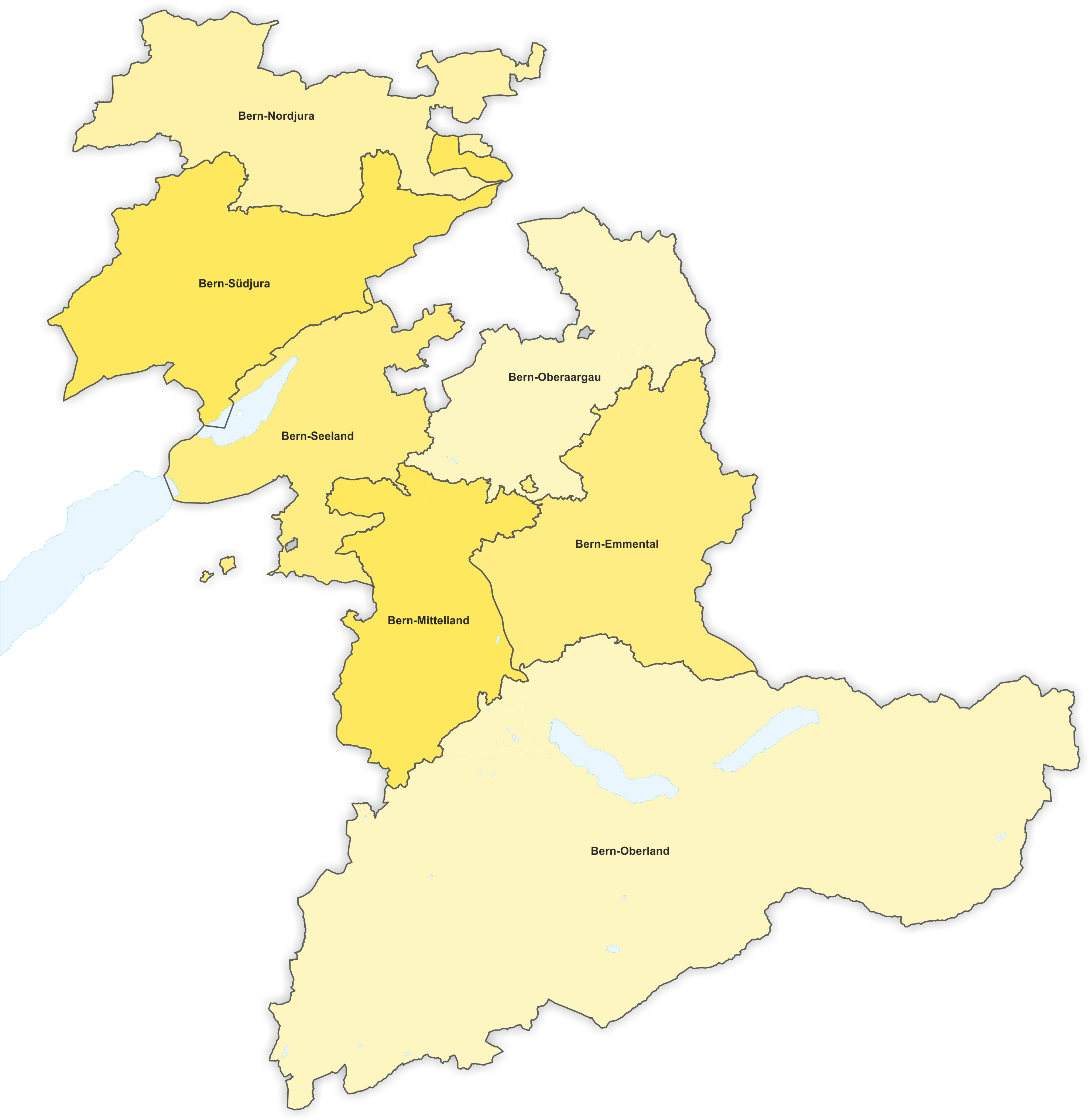
Wahlkreise Kanton Bern 1890–1911

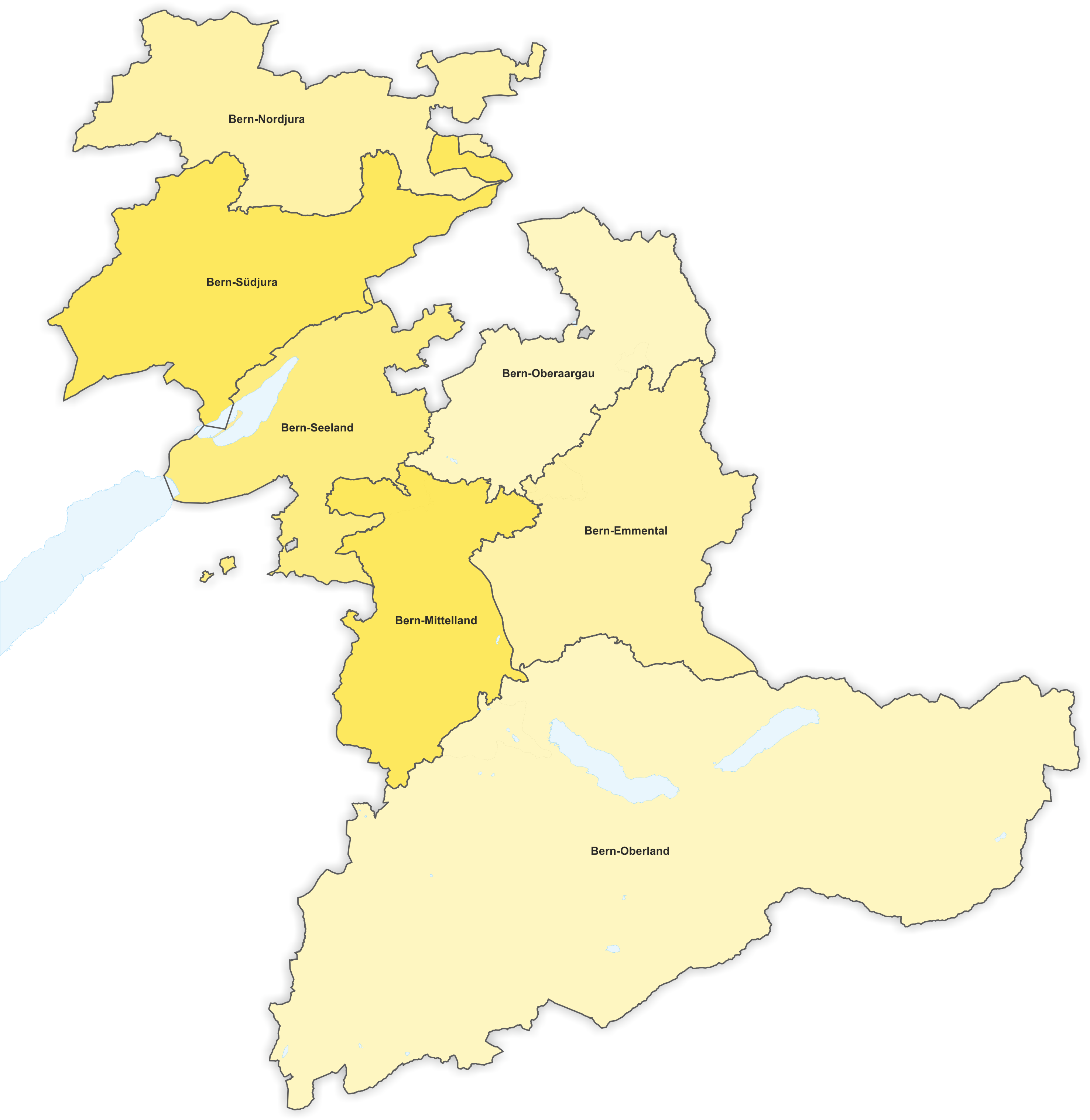
Wahlkreise Kanton Bern 1911–1919

Das Gebiet des Wahlkreises wurde am 21. Dezember 1850 mit dem «Bundesgesetz betreffend die Wahl der Mitglieder des Nationalrathes» erstmals verbindlich festgelegt, wobei man den bereits 1848 von der Berner Kantonsregierung geschaffenen Wahlkreis unverändert übernahm. Er umfasste:
- den Amtsbezirk Konolfingen
- den Amtsbezirk Signau
- den Amtsbezirk Trachselwald
- im Amtsbezirk Wangen die Gemeinde Ursenbach

Gemäss dem «Bundesgesetz betreffend die eidgenössischen Wahlen und Abstimmungen» vom 19. Juli 1872 wurde Ursenbach von Bern-Emmental abgetrennt und dem Wahlkreis Bern-Oberaargau angefügt. Bern-Emmental umfasste somit:
- den Amtsbezirk Konolfingen
- den Amtsbezirk Signau
- den Amtsbezirk Trachselwald

Zu einer letzten Gebietsveränderung kam es mit dem «Bundesgesetz betreffend die Nationalrathswahlkreise» vom 23. Juni 1911. Die Gemeinde Hasle bei Burgdorf wurde vom Wahlkreis Bern-Oberaargau abgetrennt und Bern-Emmental zugeteilt. Der Wahlkreis umfasste somit zuletzt:
- im Amtsbezirk Burgdorf die Gemeinde Hasle bei Burgdorf
- den Amtsbezirk Konolfingen
- den Amtsbezirk Signau
- den Amtsbezirk Trachselwald

1919 wurden die sieben Berner Wahlkreise zum heute noch bestehenden Nationalratswahlkreis Bern zusammengelegt, in welchem das Proporzwahlrecht gilt.

## Nationalräte
- G = Gesamterneuerungswahl
- E = Ersatzwahl bei Vakanzen
- K = Komplimentswahl eines amtierenden Bundesrates
- B = Ergänzungswahl für einen Bundesrat

| Datum                                                  | Wahl | Gewählte | Gewählte                                                                 | Partei |
| ------------------------------------------------------ | ---- | -------- | ------------------------------------------------------------------------ | ------ |
| 10.10.1848 22.10.1848 05.11.1848 19.11.1848 26.11.1848 | G    |          | Alexander Ludwig Funk, Karl Karrer                                       | FL     |
| 10.10.1848 22.10.1848 05.11.1848 19.11.1848 26.11.1848 | G    |          | Johann Schneider                                                         | LM     |
|                                                        |      |          |                                                                          |        |
| 21.04.1850                                             | E    |          | Johann Ulrich Lehmann                                                    | FL     |
|                                                        |      |          |                                                                          |        |
| 26.10.1851                                             | G    |          | Johannes Bach, Johann Ulrich Gfeller, Johann Ulrich Lehmann, Karl Karrer | FL     |
|                                                        |      |          |                                                                          |        |
| 29.10.1854                                             | G    |          | Gottlieb Rudolf Bühlmann                                                 | ER     |
| 29.10.1854                                             | G    |          | Johannes Bach, Johann Ulrich Gfeller, Karl Karrer                        | FL     |
|                                                        |      |          |                                                                          |        |
| 25.10.1857 08.11.1857 15.11.1857                       | G    |          | Johann Ulrich Gfeller, Karl Karrer, Samuel Lehmann, Rudolf Schmid        | FL     |
|                                                        |      |          |                                                                          |        |
| 28.10.1860                                             | G    |          | Johann Ulrich Gfeller, Karl Karrer, Samuel Lehmann, Rudolf Schmid        | FL     |
|                                                        |      |          |                                                                          |        |
| 25.10.1863 08.11.1863                                  | G    |          | Johann Ulrich Gfeller, Karl Karrer, Samuel Lehmann, Ludwig Wyss          | FL     |
|                                                        |      |          |                                                                          |        |
| 28.10.1866                                             | G    |          | Karl Karrer, Samuel Lehmann, Karl Schenk (K), Ludwig Wyss                | FL     |
|                                                        |      |          |                                                                          |        |
| 13.01.1867                                             | B    |          | Gottlieb Riem                                                            | FL     |
|                                                        |      |          |                                                                          |        |
| 31.10.1869                                             | G    |          | Karl Karrer, Samuel Lehmann, Karl Schenk (K), Ludwig Wyss                | FL     |
|                                                        |      |          |                                                                          |        |
| 29.12.1869                                             | B    |          | Gottlieb Riem                                                            | FL     |
|                                                        |      |          |                                                                          |        |
| 27.10.1872                                             | G    |          | Gottfried Joost, Karl Karrer, Gottlieb Riem, Karl Schenk (K)             | FL     |
|                                                        |      |          |                                                                          |        |
| 02.02.1873 09.02.1873 16.02.1873                       | B    |          | Alfred Scheurer                                                          | FL     |
|                                                        |      |          |                                                                          |        |
| 31.10.1875                                             | G    |          | Gottfried Joost, Karl Karrer, Gottlieb Riem, Karl Schenk (K)             | FL     |
|                                                        |      |          |                                                                          |        |
| 09.01.1876 16.01.1876                                  | B    |          | Fritz Bühlmann                                                           | FL     |
|                                                        |      |          |                                                                          |        |
| 27.10.1878                                             | G    |          | Gottfried Joost, Karl Karrer, Gottlieb Riem, Karl Schenk (K)             | FL     |
|                                                        |      |          |                                                                          |        |
| 19.01.1879                                             | B    |          | Fritz Bühlmann                                                           | FL     |
|                                                        |      |          |                                                                          |        |
| 30.10.1881 06.11.1881                                  | G    |          | Gottlieb Berger, Karl Karrer, Gottlieb Riem, Karl Schenk (K)             | FL     |
|                                                        |      |          |                                                                          |        |
| 15.01.1882                                             | B    |          | Fritz Bühlmann                                                           | FL     |
|                                                        |      |          |                                                                          |        |
| 26.10.1884                                             | G    |          | Fritz Bühlmann, Karl Karrer, Gottlieb Riem, Karl Schenk (K)              | FL     |
|                                                        |      |          |                                                                          |        |
| 11.01.1885                                             | B    |          | Gottlieb Berger                                                          | FL     |
|                                                        |      |          |                                                                          |        |
| 30.05.1886                                             | E    |          | Adolf Müller                                                             | FL     |
|                                                        |      |          |                                                                          |        |
| 30.10.1887                                             | G    |          | Gottlieb Berger, Fritz Bühlmann, Gottlieb Riem, Karl Schenk (K)          | FL     |
|                                                        |      |          |                                                                          |        |
| 26.02.1888                                             | B    |          | Adolf Müller                                                             | FL     |
|                                                        |      |          |                                                                          |        |
| 05.02.1889                                             | E    |          | Gottfried Joost                                                          | FL     |
|                                                        |      |          |                                                                          |        |
| 26.10.1890                                             | G    |          | Gottlieb Berger, Fritz Bühlmann, Gottfried Joost, Adolf Müller           | FL     |
|                                                        |      |          |                                                                          |        |
| 29.10.1893                                             | G    |          | Gottlieb Berger, Fritz Bühlmann, Gottfried Joost, Adolf Müller           | FL     |
|                                                        |      |          |                                                                          |        |
| 25.10.1896                                             | G    |          | Gottlieb Berger, Fritz Bühlmann, Gottfried Joost, Adolf Müller           | FDP    |
|                                                        |      |          |                                                                          |        |
| 29.10.1899 05.11.1899 12.11.1899                       | G    |          | Gottlieb Berger, Fritz Bühlmann, Adolf Müller, Fritz Zumstein            | FDP    |
|                                                        |      |          |                                                                          |        |
| 26.10.1902                                             | G    |          | Fritz Bühlmann, Adolf Müller, Johann Jakob Schär, Fritz Zumstein         | FDP    |
|                                                        |      |          |                                                                          |        |
| 29.10.1905                                             | G    |          | Fritz Bühlmann, Adolf Müller, Johann Jakob Schär, Fritz Zumstein         | FDP    |
|                                                        |      |          |                                                                          |        |
| 25.10.1908                                             | G    |          | Fritz Bühlmann, Adolf Müller, Johann Jakob Schär, Fritz Zumstein         | FDP    |
|                                                        |      |          |                                                                          |        |
| 29.10.1911                                             | G    |          | Fritz Bühlmann, Friedrich Minder, Johann Jakob Schär, Fritz Zumstein     | FDP    |
|                                                        |      |          |                                                                          |        |
| 25.10.1914                                             | G    |          | Fritz Bühlmann, Friedrich Minder, Johann Jakob Schär, Fritz Zumstein     | FDP    |
|                                                        |      |          |                                                                          |        |
| 28.10.1917                                             | G    |          | Fritz Bühlmann, Friedrich Minder, Carl Moser, Johann Jakob Schär         | FDP    |

## Quelle
- Erich Gruner: Die Wahlen in den Schweizerischen Nationalrat 1848–1919. Band 3. Francke Verlag, Bern 1978, ISBN 3-7720-1445-3.